# Ringhals AB
Ringhals AB är ett av svenskt privat bolag som äger och driver kärnkraftsanläggningen Ringhalsverket i Väröbacka, Halland.
Vattenfall AB äger 70,4% av bolaget medan Unipers dotterbolag Sydkraft Nuclear Power AB äger de resterande 29,6%.